# Província de Quispicanchi
La província de Quispicanchi és una de les tretze que conformen el departament del Cusco. Limita al nord amb la província de Paucartambo i el departament de Madre de Dios, a l'est amb el departament de Puno, al sud amb la província de Canchis i la província de Acomayo i a l'oest amb la província del Cusco i la província de Paruro. La seva capital és la ciutat de Urcos on es troba la llacuna d'Urcos.
La província s'emplaça sobre la serralada de Vilcanota i la regió altiplánica del sud-est del Cuzco, encara que també comprèn la Ceja de Selva i Selva Baja en els seus límits amb la regió Madre de Dios i l'extrem nord-oest de Puno.
Té una extensió de 7565 km² i es reparteix en dotze districtes:
- Andahuaylillas
- Camanti
- Ccarhuayo
- Ccatca
- Cusipata
- Huaro
- Lucre
- Marcapata
- Ocongate
- Oropesa
- Quiquijana
- Urcos

La serralada de Vilcanota, alberga la muntanya més alta de la regió Cuzco, el Ausangate.